# Mateus Alves
Mateus de Carvalho Cardoso Alves (* 23. Januar 2001 in São José do Rio Preto) ist ein brasilianischer Tennisspieler.

## Karriere
Mateus Alves spielte auf der Junior Tour ab den French Open 2018 regelmäßig jedes Grand-Slam-Event der Junioren und schaffte zudem beim prestigeträchtigen Orange Bowl das Halbfinale zu erreichen. Ende 2018 stand er mit Platz 29 am höchsten in der Junior-Rangliste. Auch 2019 ist er noch spielberechtigt.
Ebenfalls 2018 spielte er erste Profiturniere auf der ITF Future Tour, wo er im Doppel bislang einmal ein Finale erreichen konnte. Sein einziger Einsatz außerhalb von Futures erfolgte im Februar 2019 beim Turnier in Rio. An der Seite von Thiago Seyboth Wild gewann er – erst mit einer Wildcard gestartet – beide Spiele in der Qualifikation und stand so in seinem ersten Hauptfeld der ATP Tour. Dort unterlagen sie zum Auftakt den Topspielern Marcelo Melo und Bruno Soares knapp im Match-Tie-Break.
In der Weltrangliste erreichte er so im Doppel mit Platz 535 einen neuen Bestwert.

## Erfolge
| Legende (Anzahl der Siege) |
| Grand Slam                 |
| ATP Tour Finals            |
| ATP Tour Masters 1000      |
| ATP Tour 500               |
| ATP Tour 250               |
| ATP Challenger Tour (5)    |

### Doppel

#### Turniersiege
| Nr. | Datum              | Turnier     | Belag     | Partner         | Finalgegner                             | Ergebnis         |
| --- | ------------------ | ----------- | --------- | --------------- | --------------------------------------- | ---------------- |
| 1.  | 27. November 2021  | Brasília    | Sand      | Gustavo Heide   | Luciano Darderi Genaro Alberto Olivieri | 6:3, 6:3         |
| 2.  | 11. November 2023  | Lima        | Sand      | Eduardo Ribeiro | Nicolás Barrientos Orlando Luz          | 3:6, 7:5, [10:8] |
| 3.  | 3. Dezember 2023   | Temuco      | Hartplatz | Matías Soto     | Aleksandar Kovacevic Keegan Smith       | 6:2, 7:5         |
| 4.  | 28. September 2024 | Antofagasta | Sand      | Matías Soto     | Leonardo Aboian Valerio Aboian          | 6:1, 6:4         |
| 5.  | 19. Oktober 2024   | Campinas    | Sand      | Orlando Luz     | Tomás Barrios Vera Facundo Mena         | 6:3, 6:4         |